# Peas Industries
Peas Industries AB är moderbolag i en koncern som äger och driver företag inom hållbarhet: en förnybar energisektor, cirkulär avfallshantering och för en långsiktigt hållbar matproduktion. 
Peas Industries bildades 2004 av Johan Ihrfelt och Thomas von Otter som fortfarande idag är vd och vice vd. 
I koncernsstrukturen ingår även OX2, Utellus, Biond, Bonbio samt Enstar. Totalt har Peas Industries drygt 200 anställda och huvudkontoret ligger i Stockholm. Omsättningen uppgick 2018 till 4 364 MSEK.